# ¡Desafío Familiar! Música a todo volumen
¡Desafío Familiar! Música a todo volumen (título original: America's Most Musical Family) es un programa de televisión de concurso de música de realidad estadounidense que se estrenó en Nickelodeon el 1 de noviembre de 2019. El programa presenta a 30 familias talentosas que compiten por un contrato discográfico con Republic Records y un premio en efectivo de $250,000. Los Hermanos Melisizwe fueron anunciados como la banda ganadora de la primera temporada.

## Producción
El 14 de febrero de 2019, se anunció que Nickelodeon estaba desarrollando una serie de televisión de concurso realidad bajo el título America's Most Musical Family de Estados Unidos. El 25 de julio de 2019, Nick Lachey fue anunciado como el anfitrión del programa, mientras que Ciara, David Dobrik y Debbie Gibson fueron anunciados como jueces del programa. El programa constará de 12 episodios, así como un episodio especial. La producción del programa comenzó en Los Ángeles en julio de 2019. El 2 de octubre de 2019, se anunció que el programa se estrenaría el 1 de noviembre de 2019.

## Episodios
| N.º | Título                 | Fecha de emisión original | Fecha de emisión en Hispanoamérica | Código de prod. | Audiencia (millones) |
| --- | ---------------------- | ------------------------- | ---------------------------------- | --------------- | -------------------- |
| 1   | «Episodio 1»           | 1 de noviembre de 2019    | 7 de febrero de 2020               | 104             | 0,54                 |
| 2   | «Episodio 2»           | 8 de noviembre de 2019    | 14 de febrero de 2020              | 102             | 0,46                 |
| 3   | «Episodio 3»           | 15 de noviembre de 2019   | 21 de febrero de 2020              | 103             | 0,54                 |
| 4   | «Episodio 4»           | 22 de noviembre de 2019   | 28 de febrero de 2020              | 106             | 0,54                 |
| 5   | «Episodio 5»           | 29 de noviembre de 2019   | 6 de marzo de 2020                 | 101             | 0,59                 |
| 6   | «Episodio 6»           | 6 de diciembre de 2019    | 13 de marzo de 2020                | 105             | 0,41                 |
| 7   | «Semifinales, Parte 1» | 13 de diciembre de 2019   | 20 de marzo de 2020                | 107             | 0,34                 |
| 8   | «Semifinales, Parte 2» | 20 de diciembre de 2019   | 27 de marzo de 2020                | 108             | 0,38                 |
| 9   | «Resumen especial»     | 27 de diciembre de 2019   | 2 de agosto de 2020                | 113             | 0,50                 |
| 10  | «Finales, Parte 1»     | 3 de enero de 2020        | 9 de agosto de 2020                | 109             | 0,65                 |
| 11  | «Finales, Parte 2»     | 10 de enero de 2020       | 16 de agosto de 2020               | 110             | 0,55                 |
| 12  | «Finales, Parte 3»     | 17 de enero de 2020       | 23 de agosto de 2020               | 111             | 0,51                 |
| 13  | «Final»                | 17 de enero de 2020       | 30 de agosto de 2020               | 112             | 0,46                 |

## Ratings
| Temporada | Episodios | Primera emisión        | Primera emisión      | Última emisión      | Última emisión       | Audiencia total (millones) |
| Temporada | Episodios | Fecha                  | Audiencia (millones) | Fecha               | Audiencia (millones) | Audiencia total (millones) |
| --------- | --------- | ---------------------- | -------------------- | ------------------- | -------------------- | -------------------------- |
| 1         | 13        | 1 de noviembre de 2019 | 0.54                 | 17 de enero de 2020 | 0.46                 | 0.50                       |